# Кирилл (Говорун)
Монах Кири́лл (в миру Серге́й Никола́евич Говору́н; род. 28 января 1974, Золотоноша, Черкасская область) — православный монах, богослов, патролог, публицист. Извергнутый из сана (с 29 декабря 2023 года) бывший клирик Московской епархии Русской православной церкви.
Кандидат богословия, доктор философии; профессор университета Лойола Мэримаунт в Лос-Анджелесе, профессор Института Святого Игнатия в Стокгольме; в прошлом — научный сотрудник Йельского и Колумбийского университетов (США).

## Биография
Родился в Золотоноше, но позже семья переехала в Черкассы. По собственному признанию: «семья была атеистической: дедушка, бабушка и отец — коммунисты».
В 1991 году окончил среднюю школу города Черкассы и поступил на физический факультет Киевского государственного университета имени Тараса Шевченко. По собственному признанию: «с детства хотелось быть физиком. Готовил себя к этому. После школы поступил на физфак Киевского университета… Но душа уже к другому стремилась». Отучившись год, оставил светскую карьеру и поступил в Киевскую духовную семинарию, которую окончил в 1994 году.
С 1994 по 1998 год учился в Киевской духовной академии. Защитил кандидатскую диссертацию на тему «Движение колливадов в Греции в XVIII веке и его влияние на развитие Элладской Церкви». В 1995—2000 годах учился на богословском факультете Афинского университета. В апреле — мае 1998 года в качестве приглашённого преподавателя читал лекции в православной семинарии имени архиепископа Макария III в Найроби (Кения).
В 2001—2003 годах писал докторскую диссертацию в колледже святого Иоанна Даремского университета (Великобритания) по теме «Богословские споры в VII веке о действиях и волях в Христе». В 2004 году ему была присвоена степень доктора философии.
В феврале 2002 года — февраль 2005 года сотрудник секретариата межправославных отношений отдела внешних церковных связей Московского патриархата.
С сентября 2002 по май 2005 года преподавал в Сретенской духовной семинарии. С сентября 2003 года по май 2005 года преподавал в Московской духовной академии.
С июля 2004 года — член комиссии «Вера и церковное устройство» Всемирного совета церквей (Швейцария).
20 апреля 2005 года решением Священного синода Русской православной церкви включён в состав делегации РПЦ на IX Генеральной ассамблее Всемирного совета церквей.
В 2005 году митрополитом Смоленским и Калининградским Кириллом (Гундяевым) хиротонисан во диакона.
22 ноября 2005 года в составе делегации Русской православной церкви присутствовал на интронизации патриарха Иерусалимского Феофила III.
22 апреля 2006 года в Успенском соборе в Смоленске митрополитом Смоленским и Калининградским Кириллом (Гундяевым) хиротонисан во пресвитера. Являлся клириком храма Живоначальной Троицы в Хорошёве (Москва).
С 3 по 11 декабря 2006 года в составе делегации Русской православной церкви посетил Индию.
В сентябре 2007 года переведён в Киевскую митрополию (УПЦ), преподавал в Киевской духовной академии.
26 декабря 2007 года в Ближних пещерах Киево-Печерской лавры митрополитом Киевским и всея Украины Владимиром (Сабоданом) пострижен в монашество с именем Кирилл — в честь святителя Кирилла Александрийского.
31 января 2008 года сопровождал архиепископа Митрофана (Юрчука), посетившего посольство Греции для выражения соболезнований по поводу кончины архиепископа Афинского и всей Эллады Христодула.
5—6 февраля 2008 года участвовал в богословских собеседованиях представителей Русской православной церкви и Армянской апостольской церквей в Эчмиадзине (Армения).
16—20 февраля 2008 года сопровождал предстоятеля Украинской православной церкви во время его визита в Польшу по случаю присуждения звания почётного доктора Христианской богословской академии.
С 22 по 28 февраля 2008 года принял участие во встрече на тему «Свобода и ответственность с христианской точки зрения», проводимой в рамках богословского диалога с Евангелической церковью Германии.
27—31 марта 2008 года участвовал в заседании рабочей группы Комиссии «Вера и церковное устройство» в Нью-Йорке.
18 апреля 2008 года решением Священного синода УПЦ назначен председателем отдела внешних церковных связей Украинской православной церкви.
20 апреля 2008 года в Трапезном храме Киево-Печерской лавры на Малом входе митрополитом Владимиром (Сабоданом) возведён в сан архимандрита.
18 мая 2008 года в Нью-Йорке был в составе делегации, представлявшей УПЦ на интронизации первоиерарха Русской зарубежной церкви митрополита Илариона (Капрала).
19—22 мая 2008 года сопровождал делегацию Константинопольского патриархата в составе митрополита Галльского Эммануила (Адамакиса), генерального секретаря Священного синода архимандрита Елпидифора (Ламбриниадиса) и священника Василия Папафанасиу, прибывшую на Украину по приглашению президента Украины Виктора Ющенко. Основной целью делегации было согласование вопросов, связанных с подготовкой визита в Киев патриарха Константинопольского Варфоломея.
11 июня 2008 года вместе с архиепископом Белоцерковским и Богуславским Митрофаном (Юрчуком) посетил Стамбул, где в патриаршей резиденции на Фанаре состоялась встреча с патриархом Варфоломеем для согласования вопросов, связанных с празднованием 1020-летия крещения Руси.
18—24 сентября 2008 года принял участие в XIV богословских собеседованиях представителей Русской православной церкви и Евангелическо-лютеранской церкви Финляндии в Санкт-Петербурге.
10—12 октября 2008 года был в составе делегации, представлявшей УПЦ на Совещании предстоятелей Поместных православных церквей в Георгиевском соборе на Фанаре.
20 декабря 2008 года решением Священного синода УПЦ включён в состав созданной тогда же комиссии по подготовке участия епархий Украинской православной церкви в Поместном соборе Русской православной церкви.
28 декабря 2008 года принял участие в интронизации новоизбранного предстоятеля Православной церкви в Америке — Ионы (Паффхаузена).
В 2009 году митрополитом Киевским и всея Украины Владимиром направлен в распоряжение патриарха Московского и всея Руси Кирилла.
С 10 октября 2009 года — первый заместитель председателя Учебного комитета Русской православной церкви.
С 2011 года ― проректор Общецерковной аспирантуры и докторантуры имени святых равноапостольных Кирилла и Мефодия.
31 января 2012 года на сайте «Левый берег» под псевдонимом «Глеб Коваленко» была опубликована его статья «Патриарх Кирилл и его церковное ГКЧП». Псевдоним был вскоре раскрыт, что привело к скандалу. 15 марта 2012 года освобождён от должности первого заместителя председателя Учебного комитета. 6 июня 2012 года освобождён от обязанностей секретаря комиссии Межсоборного присутствия по вопросам духовного образования и религиозного воспитания. После этого оставался заштатным клириком Московской епархии Русской православной церкви. Не вошёл в новый состав Межсоборного присутствия, утверждённый 23 октября 2014 года решением Священного синода РПЦ.
С 2012 по 2014 год был научным сотрудником Йельского университета.
Читал курсы по публичной теологии в Киево-Могилянской академии и Национальном педагогическом университете имени Драгоманова в Киеве. Неоднократно выступал в Открытом православном университете Святой Софии-Премудрости.
С 2017 года научный сотрудник в католическом Университете Лойола Мэримаунт в Лос-Анджелесе.
После начала осенью 2018 года Вселенским патриархатом процедуры дарования автокефалии церкви на Украине назывался в СМИ, а также в интервью митрополита Софрония (Дмитрука) в октябре 2018 года, одним из кандидатов на пост предстоятеля автокефальной церкви Украины. Согласно данным российского информационного агентства Regnum, получил личное приглашение патриарха Константинопольского Варфоломея на Объединительный собор 15 декабря 2018 года и прибыл в Киев из Лос-Анджелеса для участия в нём, но не был допущен администрацией президента Украины.
Осудил вторжение России на Украину, выступал с критикой российских властей, отметил что «Путин классический еретик, который искажает учение, христианство». Выступил с инициативой осуждения концепции «Русского мира» как ереси.
12 марта 2022 года архимандрит Кирилл по результатам своей встречи с патриархом Варфоломеем в Стамбуле сообщил, что патриарх Варфоломей не отрицает возможности поминовения его имени на Украине без каких-либо дополнительных канонических процедур для тех, кто не видит для себя других вариантов.
25 сентября 2023 года указом Патриарха Московского и всея Руси Кирилла запрещён в священнослужении без права ношения рясы и священнического креста и преподания священнического благословения на время рассмотрения дела в епархиальном суде Московской епархии. В Указе говорится, что «письменное обязательство верности Русской Православной Церкви было Вами неоднократно нарушено, что выразилось, в том числе, в Вашем сослужении с архиереями и священнослужителями Константинопольской Церкви, с которой решением Священного Синода прервано евхаристическое общение по причине грубого вторжения на каноническую территорию Украинской Православной Церкви».
31 октября 2023 года епархиальный суд Московской епархии Русской Православной Церкви решил: «Признать, что на основании правила 25-го Святых Апостолов архимандрит Кирилл (Говорун) подлежит наложению на него канонического прещения в виде извержения из священного сана». Решение вступит в силу после утверждения Патриархом Московским и всея Руси Кириллом. Указом Патриарха от 29 декабря 2023 года извергнут из священного сана.

## Публикации
- Притча о блудном сыне // Альфа и Омега. — М., 1997. — № 3 (14). — С. 16—29
- Из истории «Добротолюбия» // Церковь и время: научно-богословский и церковно-общественный журнал: Отдел внешних церковных связей Московского Патриархата. — 2001. — № 1 (14). — С. 262—295
  - Из истории «Добротолюбия» // Сретенский альманах. — История и культура. — М. : Изд. Сретенского м-ря, 2001. — 175 с.
- Леонтий Византийский и его трактат против Нестория и Евтихия // Церковь и время: научно-богословский и церковно-общественный журнал : Отдел внешних церковных связей Московского Патриархата. — 2001. — № 2 (15). — С. 204—230
- Движение колливадов // Церковь и время: научно-богословский и церковно-общественный журнал : Отдел внешних церковных связей Московского Патриархата. — 2001. — № 3 (16). — С. 86-106
  - Движение колливадов // Сретенский альманах. — История и культура. — М. : Издательство Сретенского монастыря, 2001. — 175 с.
- Индульгенции в истории Греческой Церкви // Сретенский альманах. — История и культура. — М. : Изд. Сретенского м-ря, 2001. — 175 с. — С. 45—48
- Два Филарета // Сретенский альманах. — История и культура. — М. : Изд. Сретенского м-ря, 2001. — 175 с.
- Эпоха греческого просвещения: история и полемика // Сретенский альманах. — История и культура. — М. : Изд. Сретенского м-ря, 2001. — 175 с.
- Письма Святейшего Патриарха Алексия I своему духовнику // Сретенский альманах. — История и культура. — М. : Изд. Сретенского м-ря, 2001. — 175 с.
- Святой Макарий Нотарас, родоначальник «филокализма» // Сретенский альманах. — История и культура. — М. : Изд. Сретенского м-ря, 2001. — 175 с.
- Единый сложный Христос // Богословский вестник. — 2004. — № 4 — С. 150—176
  - Hristos — unic şi compus // Studii Teologice, Bucureşti Seria A III-A, Anul I. 2005. — Nr. 2 (Aprilie — Iunie) — p. 101—121
- Исторический контекст 28-го правила // Церковь и время: научно-богословский и церковно-общественный журнал : Отдел внешних церковных связей Московского Патриархата. — 2004. — № 2 (27). — С. 178—194
- К истории термина ἐνυπόστατον // Церковь и время: научно-богословский и церковно-общественный журнал : Отдел внешних церковных связей Московского Патриархата. — 2004. — № 4 (29). — С. 227—239
  - К истории термина ἐνυπόστατον ‘воипостасное’ // Леонтий Византийский: сборник исследований / ред. А. Р. Фокин. — М. : Центр библейско-патрологических исследований : Империум Пресс, 2006. — 672 с. — С. 655—665
- Воипостасное // Православная энциклопедия. — М., 2005. — Т. IX : Владимирская икона Божией Матери — Второе пришествие. — С. 211-213. — 39 000 экз. — ISBN 5-89572-015-3.
- Воля // Православная энциклопедия. — М., 2005. — Т. IX : Владимирская икона Божией Матери — Второе пришествие. — С. 293-319. — 39 000 экз. — ISBN 5-89572-015-3.
- Многообразие форм монофелитства в византийском богословии // Церковь и время: научно-богословский и церковно-общественный журнал : Отдел внешних церковных связей Московского Патриархата. — 2005. — № 1 (30). — С. 77-85
  - Многообразие форм монофелитства в византийском богословии // Ежегодная Богословская конференция Православного Свято-Тихоновского Гуманитарного Университета: Материалы. — Т. 1 : XV / гл. ред. В. Н. Воробьев, прот. — М. : ПСТГУ, 2005. — 389 с. — С. 117—122
- Севир Антиохийский о единой энергии и воле Христа // Церковь и время: научно-богословский и церковно-общественный журнал : Отдел внешних церковных связей Московского Патриархата. — 2005. — № 3 (32). — С. 188—205
- Hristos — unic şi compus // Studii Teologice, Bucureşti Seria A III — A, 2005. Anul I, Nr. 2. — p. 101—121.
- Одна Европа — два гуманизма // Церковь и время: научно-богословский и церковно-общественный журнал : Отдел внешних церковных связей Московского Патриархата. — 2006. — № 2 (35). — С. 183—188
  - One Europe: two humanisms // Istina. 2007. — № 52. 1-2. — pp. 257—260.
- Брестская уния в контексте деятельности римско-католических миссионеров на Востоке // Церковь и время: научно-богословский и церковно-общественный журнал : Отдел внешних церковных связей Московского Патриархата. 2006. — № 3 (36) — С. 80-90.
  - Брестская уния в контексте деятельности римско-католических миссионеров на Востоке // Die Union van Brest (1596) in Geschichte und Geschichtsschreibung: Versuch einer Zwischenbilanz. Materialien des Intemationalen Forschungsgesprachs der Stiftung PRO ORIENTE zur Brester Union (Drittes Treffen: Lviv, 21.- 23. August 2006) und des Intemationalen wissenschaftlichen Symposiums des Institute für Kirchengeschichte der Ukrainischen Katholischen Universität «Die Union von Brest: Per-spektiven des wissenschaftlichen Konsenses im Kontext des nationalen und konfessionellen Diskurses» (Lviv, 24.-27. August 2006). Lviv, 2008. — C. 41—48
- Димитрий I // Православная энциклопедия. — М., 2007. — Т. XV : Димитрий — Дополнения к „Актам Историческим“. — С. 101-102. — 39 000 экз. — ISBN 978-5-89572-026-4.
- Диодор I // Православная энциклопедия. — М., 2007. — Т. XV : Димитрий — Дополнения к „Актам Историческим“. — С. 234-235. — 39 000 экз. — ISBN 978-5-89572-026-4.
- Дорофей // Православная энциклопедия. — М., 2007. — Т. XVI : Дор — Евангелическая церковь союза. — С. 24-25. — 39 000 экз. — ISBN 978-5-89572-028-8.
- Дорофей III // Православная энциклопедия. — М., 2007. — Т. XVI : Дор — Евангелическая церковь союза. — С. 32. — 39 000 экз. — ISBN 978-5-89572-028-8.
- Серафим Саровский и Антоний Великий: преображение эпох, культур, душ // Церковь и время: научно-богословский и церковно-общественный журнал : Отдел внешних церковных связей Московского Патриархата. — 2007. — № 4 (41). — С. 146—156
- Эсхатологии Заветов // Эсхатологическое учение Церкви: Москва, 14-17 ноября 2005 г.: Материалы. — М. : Синодальная Богословская Комиссия, 2007. — 643 с. — C. 186—195
- Краткий обзор православного вероучения // Богослов.ру, 17 августа 2007
- Служить или быть тем, кому служат: Вопросы о порядке и осуществлении власти в Христовой Церкви // Богослов.ру, 9 апреля 2008
- Отношение к крещению инославных: изучение случая Ороса 1755 года // Труды Киевской духовной академии. 2008. — № 8. — С. 212-22.
- Принципы герменевтики Святого Писания у Святых Отцов // Богослов.ру, 23 января 2009
- Богословские аспекты и практика приема в Православие из инославия // Православное учение о Церковных Таинствах: V Международная богословская конференция Русской православной церкви (Москва, 13-16 ноября 2007 г.). — Т. 1 : Таинства в целом. Крещение и Миропомазание. Евхаристия: литургические аспекты. — М. : Синодальная библейско-богословская комиссия, 2009. — 478 с. — С. 349—358
- Papstamt: Manöver zwischen Extremen // Stiftung Pro Oriente. Jahrbuch 2008, ed. by Stiftung Pro Oriente. Pro Oriente. — Wien: Phoibos Verlag Wien, 2009. — Р. 166—171.
- L’orthodoxie aujourd’hui: un espace pour la grâce // Irénikon. — 2009. — № 2. — Р. 193—211.
- Controversy on Energies and Wills in Christ: Between Politics and Theology // Studia Patristica. — 2010. — № 48. — Р. 217—220.
- Christ’s Will and Freedom according to the Sixth Ecumenical Council // Lutheran Forum. — 2010. — 44.2. — Р. 40-47.
- Apostolicity and Right to Appeal // Heiligkeit und Apostolizität der Kirche, edited by Theresia Hainthaler, Franz Mali, and Gregor Emmenegger. — Innsbruck: Tyrolia, 2010. — P. 241—245.
- Несколько замечаний по поводу структуры Поместных Православных Церквей // Труди Київської Духовної Академії. — 2010. — № 10. — P. 275—283.
- Дальнейшие пути реформирования духовного образования // Церковь и время: научно-богословский и церковно-общественный журнал : Отдел внешних церковных связей Московского Патриархата. 2010. — № 2 (51) — С. 57-62
- Реформа духовного образования: перспективы развития (доклад) // Богослов.ру, 25 июня 2010
- Два значења слободе у источно-светоотачком предању // Богословље. 2011. — № 1. — Р. 8-19
- «Εἴσοδος στὴν Ἐκκλησία: ἕνα ξεκίνημα γιὰ τὴν ὑπέρβαση τοῦ δυαλισμοῦ» // Σύναξη. 2011. — № 117. — pp. 68-75.
- Христианская этика: на пути от самодостаточности к самоопределению // Труди Київської Духовної Академії. 2011. — № 14. — C. 55-59.
- Ипостась // Православная энциклопедия. — М., 2011. — Т. XXVI : Иосиф I Галисиот — Исаак Сирин. — С. 180-193. — 39 000 экз. — ISBN 978-5-89572-048-6.
- Recapitulatio (Ἀνακεφαλαίωσις) as an Aspect of the Christian Ecotheology // International Journal of Orthodox Theology. — 2012. — no. 3. — P. 61-68.
- Convergence between Theology and Science: Patterns from the Early Christian Era // The Spirit in Creation and New Creation. Edited by Michael Welker. — William B. Eerdmans Publishing Company, 2012. — Р. 111—119.
- Загальне та окреме в Церкві // Філософська думка. 2013. — Sententiae IV. — C. 194—201.
- De regionale en universele Kerk in de huidige orthodox-katholieke dialoog // Digitaal Oecumenisch Theologisch Tijdschrift. 2013. — № 20. — pp. 28-33.
- Factors of the Church Unity From the Orthodox Prospective // Orientalia et Occidentalia. — 2013. — № 13. — Р. 95-102.
- Kyrkan och samhällets födelse // Nod, Örebro. — 2013. — № 4. — Р. 36-41.
- Church and Nation: Looking through the Glasses of PostSecularism // St Vladimir’s Theological Quarterly. — 2013. — № 57 (3-4). — Р. 423—430
- Церковь и идеология: разделения и редукции // Государство, религия, церковь в России и за рубежом. — 2014. — № 3 (32). — С. 225—246
- Evolution of Church Governance: From the Diaspora Model to Pentarchy // Iura Orientalia. — 2013. — № XI. — Р. 91-99.
- De regionale en universele kerk in de huidige orthodox — katholieke dialog // Digitaal oecumenisch theologisch tijdschrift. — 2013. — № 20. — Р. 28-33
- Influence of Neoplatonism on Formation of Theological Language // Studia Patristiса. — 2013. — № 58. — P. 13-18.
- Рецензия на: Епифанович С. Л. Преподобный Максим Исповедник, его жизнь и творения. В 2-х томах. СПб.: Изд-во Олега Абышко, 2013. 782 c. // Труди Київської духовної академії. — № 19. К., 2013 — С. 342—346
- Borders of Salvation: Reading Fathers with Russian Theologians // Für uns und für unser Heil. Soteriologie in Ost und West; Forscher aus dem Osten und Westen Europas an den Quellen des gemeinsamen Glaubens, edited by Theresia Hainthaler, Franz Mali, Gregor Emmenegger, and Mante Lenkaityte Ostermann. — Innsbruck: Tyrolia, 2014. — P. 313—322.
- Patristics after Neo-Patristics // A Celebration of Living Theology. Edited by Justin Mihoch and Leonard Aldea. Bloomsbury, 2014. — Р. 205—213.
- Каноническая территория: векторы развития церковно-канонической категории // Труди Київської Духовної Академії. — 2014. — № 20. — C. 349-58.
- Трудности перевода: читая Предание в эпоху постмодерна // Предание и перевод, Київ: Дух і літера, 2014. — C. 83-91
- Was Eastern Christianity Always Orthodox? // The Wheel. — 2015. — № 1. — P. 2-8.
- Autocephaly as a Diachronic Phenomenon and Its Ukrainian Case // A Jubilee Collection: Essays in Honor of Professor Paul Robert Magocsi, edited by Valerii Padiak and Patricia Krafcik. — Prešov: Padiak, 2015. — P. 273—280.
- Songs of Unity — Early Syriac Reflections on the Church // Begegnungen in Vergangenheit und Gegenwart, edited by Claudia Rammelt, Cornelia Schlarb, and Egbert Schlarb. — Berlin: Lit, 2015. — Р. 83-93.
- Two Meanings of Freedom in the Eastern Patristic Tradition // Quests for Freedom: Biblical — Historical — Contemporary, edited by Michael Welker, Neukirchener: Neukirchen-Vluyn, 2015. — Р. 133—144.
- Category of Values in Taxonomy of Secularly // International Philosophical Forum on Values. — Beijing, 2015. — Р.280-297
- Theological Languages of Ecumenical Convergences // Toward a History of the Desire for Christian Unity. Preliminary Research Papers. Proceedings of the International Conference at the Monastery of Bose (November 2014), edited by Luca Ferracci. — Zürich: LIT, 2015. — P. 45-55.
- Maximus, a Cautious Neo-Chalcedonian // Oxford Handbook of Maximus the Confessor. Edited by Pauline Allen and Bronwen Neil. — Oxford; New York: Oxford University Press, 2015. — Р. 106—126.
- Churches in the Ukrainian Public Square // Toronto Journal of Theology. — 2015. — № 1 (31). — P. 3-14.
- Экклезиология общения как общий язык церковных традиций // Общение-Communio-Koinonia: истоки, пути осмысления и воплощения. Успенские чтения, edited by Константин Сигов. — K. : Дух і Літера, 2015. — C. 49-58
- Humanitarianism and the Churches in Ukraine // The Review of Faith & International Affairs. — 2016. — № 1 (14). — Р. 43-50.
- Critique of the Church Through the Prism of the Panorthodox Council // Θεολογία. — 2016. — № 1 (87). — Р. 63-71.
- Does Primacy Belong to the Nature of the Church? // Primacy in the Church: the Office of Primate and the Authority of Councils. Ed. John Chryssavgis. — Yonkers, NY: St Vladimir’s Seminary Press. — 2016. — Р. 511-30
- Is the Byzantine ‘Symphony’ Possible in Our Days? // Journal of Church and State. — January 2016. — P. 280—296.
- Община как природа Церкви // Вестник русского христианского движения. — 2016. — № 1 (205). — С. 45-64.
- Pan-Orthodox Council and Its Ecumenical Implications // MD. Materialdienst des konfessionskundlichen Instituts Bensheim. — 2016. — № 4 (67). — Р. 69-70.
- The Theological Hermeneutics of The Russian Orthodox Church’s Basic Teaching on Human Dignity, Freedom and Rights // Christentum und Menschenrechte in Europa: Perspektiven und Debatten in Ost und West, edited by Vasilios N Makrides, Jennifer Wasmuth, and Stefan Kube. — Frankfurt am Main: Peter Lang, 2016. — Р. 45-48.
- Humanitarianism and the Churches in Ukraine // The Review of Faith & International Affairs. — 2016. — 14, no. 1 (March 24). — Р. 43-50.
- The Issue of Wills and Energies in the Perspective of the Dialogue Between the Eastern Orthodox and Oriental Orthodox // The Dialogue Between the Eastern Orthodox and Oriental Orthodox Churches, edited by Christine Chaillot. — Volos: Volos Academy, 2016. — P. 134—146.
- Ideology and Religion // Kyiv-Mohyla Humanities Journal. — 2016. — № 3. — P. 23-35.
- Civil Religion in the Orthodox Milieu // Political Theologies in Orthodox Christianity: Common Challenges and Divergent Positions Ed. Kristina Stoeckl, Ingeborg Gabriel, and Aristotle Papanikolaou. — London: Continuum. — 2017. — 253-62.
- Conciliarity and the Holy and Great Council // Synodality: a Forgotten and Misapprehended Vision. Reflections on the Holy and Great Council 2016 Ed. Maksim Vasiljević, Andrej Jeftic, Alhambra, CA: Sebastian Press. — 2017. — Р. 81-98.
- Ecumenism: Rapprochement Through Co-Working to Reconciliation // Religions. — April 27, 2017. — № 5 (8). — Р. 70-77.
- Ethnophyletism, Phyletism, and the Pan-Orthodox Council // The Wheel. — Winter 12, 2018. — Р. 62-67.
- Автокефалія та її український варіант // Матеріали міжнародної науково-практичної конференції Волинської православної богословської академії Української Православної Церкви Київського Патріархату «Людина між Церквою і світом: від антагонізму до синергії» // Eikon. — 2018. — С. 37-44.
- Фундаментализм в восточном христианстве // Политическое богословие  / ред. Алексей Бодров и Михаил Толстолуженко. — М.: Издательство ББИ, 2019. — С. 92—113.
  - Fundamentalism in Eastern Christianity // Theology and the Political, edited by Alexei Bodrov and Stephen M. Garrett, Leiden: Brill, 2020. — p. 128—144
- Влияние филокалийного возрождения на греческое монашество // История колливадского движения: Святогорские колливады — движение истинного духовного возрождения. — Пенза: Пензенская духовная семинария, 2019. — С. 215—234
- «Philokalia: From a Manuscript to a Movement» // Actas II Congreso Internacional de Estudios Patrísticos, edited by Patricia Andrea Cinger and José Antonio Carrascosa Fuentes, 64-67, San Juan, Argentina: Editorial Universitaria UCCuyo, 2020. — pp. 64-67
- «Богословие ковида», или «Знаменательная буря» коронавирусной пандемии // Государство, религия, церковь в России и за рубежом. 2021. — № 1 (39). — С. 58-75

- Небо на землі // Православний Вісник. 1996. — № 4. — C. 19-21
- ЦЕРКОВЬ НА КРАЮ ЗЕМЛИ. ЧАСТЬ 1 // pravoslavie.ru, 9 октября 2006
- ЦЕРКОВЬ НА КРАЮ ЗЕМЛИ. ЧАСТЬ 2 // pravoslavie.ru, 10 октября 2006
- The Cross: Fear of Death or Love to Life? // Sobornost, incorporating Eastern Churches Review. 2007. — 29.1. — pp. 60-66.
  - Крест: страх смерти или любовь к жизни? // Богослов.ру, 1 апреля 2008
- Два подхода к собственности в древней монашеской традиции // Богослов.ру, 14 января 2008
- Права человека: теология, идеология или политтехнология? // Богослов.ру, 9 февраля 2008
- Существует ли проблема «политического богословия»? // Богослов.ру, 9 апреля 2008
- Современное православие — поле действия благодати // Богослов.ру, 23 января 2009
- Кардинал Иоханнес Виллебрандс. Будущее экуменизма // religion.in.ua, 26 декабря 2009
- L’iniziazione alla communione ecclesiale oggi: dall’isolamento all’apertura transfigurante // Comunione e solitudine. — Edizioni Qiqajon Comunità di Bose, 2010. — P. 291—301.
  - Вхождение в церковное общение в наше время: от самоизоляции к преображающей открытости // Богослов.ру, 17 сентября 2010
  - Церковное общение в наше время: от самоизоляции к преображающей открытости // Церковь и время: научно-богословский и церковно-общественный журнал : Отдел внешних церковных связей Московского Патриархата. — 2011. — № 1 (54). — С. 202—211
- ПРАВОСЛАВИЕ И ИКОНОПОЧИТАНИЕ // pravoslavie.ru, 13 марта 2011
- Богословие Майдана // «Киевская Русь» 12.12.2013
- The Church in the Bloodlands // First Things. — 2014. — P. 41-44.
- Die Kirche auf dem Maidan: die Macht des gesellschaftlichen Wandels // Ökumenische Rundschau. — 2014. — № 3. — Р. 383—404.
  - Die Kirche auf dem Maidan // Transit. Europäische Revue. — August 2014. — № 45. — Р. 153—163
- Интерпретируя «русский мир» // Русский журнал, 9 февраля 2015
- Православная гражданская религия // Русский журнал, 15 мая 2015
- К вопросу о богословском методе // pravmir.ru, 26 мая 2017
- «Politische Orthodoxie» als kirchliche Herausforderung // Religion und Gesellschaft in Ost und West. — 2015. — № 12. — Р. 22-25.
- Waarheid en verzoening voor Oekraïne // Pokrof. — 2015. — № 3 (62). — P. 6-9.
- Church-State Relations: Dilemmas of Human Freedom and Coercion // The Expository Times. — 2015. — № 10 (126). — Р. 469—474.
  - Le relazioni stato-chiesa. Dilemmi della libertà umana e dellecoerzione. // Luigi d’Ayala Valva, Lisa Cremaschi та Adalberto Mainardi, 299—309, Magnano, 2015.
- Interpreting the Russian World // Churches in the Ukrainian Crisis, edited by Andrii Krawchuk and Thomas Bremer. — New York: Palgrave Macmillan, 2016. — P. 163—171.
- Utilitarian Symphony: the Church-State Relationship in Russia // East-West Church Report. — 2018. — № 3 (26). — P. 14.
- Foreword // Digital Orthodoxy in the Post-Soviet World: The Russian Orthodox Church and Web 2.0 (Stuttgart: Ibidem Verlag, 2016). — p. IX—XI
- Pastoral Care for the Ukrainian Orthodox // Chapter in the book: The Ecumenical Patriarchate and Ukraine Autocephaly. Edited by Evangelos Sotiropoulos, Order of Saint Andrew the Apostle, Archons of the Ecumenical Patriarchate, 2019. — p. 41-46
- The cause of Ukrainian autocephaly // Religion During the Russian-Ukrainian Conflict, edited by Elizabeth A. Clark and Dmytro Vovk. — London; New York: Routledge, 2020. — p. 180—191
- COVID-19, Eucharist, Christian (?) Dualism and the Deadly Orthodox Fundamentalism // The Church in a Period of Pandemic, edited by Petros Vassiliadis and George Demacopoulos. 2020. — p. 159—164.
- War and Autocephaly in Ukraine // Kyiv-Mohyla Humanities Journal 7 (December 17, 2020). — p. 1-25.
- Die Russische Orthodoxe Kirche und ihre «Covid-dissidenten» // Religion und Gesellschaft in Ost und West. 2021. — № 3. — pp. 27-29

- Will, Action and Freedom. Christological Controversies in the Seventh Century. Leiden — Boston: Brill, 2008 (The Medieval Mediterranean, vol.77).
- Meta-Ecclesiology, Chronicles on Church Awareness. — New York: Palgrave Macmillan, 2015. — xiv, 242 pp.
  - Мета-еклезіологія: хроніки самоусвідомлення Церква. — К.: Дух і Літера. — 2018. — 326 с.
- #Кунсткамера Великого и Ужасного. — Москва: Христианский книжный клуб, 2016. — 121 с. — ISBN 978-5-9906522-3-1.
- Scaffolds of the Church: Towards Poststructural Ecclesiology. — Eugene, OR: Cascade Books, 2017. — 262 с. — ISBN 9781498284202.
  - Риштовання Церкви: вбік постструктуральної еклезіології / пер. Олексій Панич. — Киев: Дух i Лiтера, 2018. — 312 с. — ISBN 978-966-378-630-8.
- Українська публічна теологія. — Киев: Відкритий Православний Університет Святої Софії-Премудрості, Дух і літера, 2017. — 144 с. — ISBN 978-966-378-517-2.
- Political Orthodoxies. — Minneapolis, MN: Fortress, 2018. — 224 p. — ISBN 978-1-5064-3160-4.
  - Політичне Православ'я. — Київ: Дух і Літера, 2019. — 152 с. — 224 p. — ISBN 978-1-5064-3160-4.

- Поместные Православные Церкви: Сб.. — Москва: Сретенский монастырь, 2004. — 544 с. — ISBN 5-7533-0290-4.
- Іларіон (Алфєєв). Таїнство віри. Вступ до православного богослов'я (укр.) / ред. Кирил Говорун. — Київ: АДЕФ-Україна, 2009.
- Основи вчення Руської Православної Церкви про гідність, свободу і права людини (укр.) / ред. Кирил Говорун. — Київ, 2009.
- Orthodox Handbook on Ecumenism (англ.). — 1st edition. — Oxford: Regnum book international, 2014. — 962 p. — ISBN 978-1-908355-44-7.
- Serving Communion: Re-thinking the Relationship between Primacy and Synodality / ред. Кирилл (Говорун). — Los Angeles: Tsehai, 2019.
  - Служение общению: переосмысление связи между первенством и соборностью / ред. Кирилл (Говорун). — Киев: Дух и Литера, 2020. — 229 с.

- «Православие — это наш воздух». Разговор с 26-летним богословом // «Русское воскресение», 01.02.2001
- ЮБИЛЕЙ: Игумен Кирилл (Говорун): «Уже давно Интернет перестал быть просто средством христианской миссии» // orthodoxy.org.ua, 11 марта 2008
- Малороссийский десант // НГ-Религии, 21 января 2009
- Большинство делегатов Украинской Церкви голосовало за владыку Кирилла // «Церковный вестник», 12 февраля 2009
- Богословское образование: разомкнуть систему // «Татьянин день», 29 марта 2010
- «Сейчас просто знать основы пастырства — катехизис и умения совершать богослужение — недостаточно для служения» // risu.ua, 3 августа 2010
- «Необходимо принять сбалансированную позицию в первую очередь относительно вопроса о примате в Церкви» // risu.ua, 17 августа 2010
- Православие и англиканство: диалог продолжается // pravmir.ru, 13 сентября 2010
- Архимандрит Кирилл (Говорун): «Мы практически создали собственную модель образовательной системы» // patriarchia.ru, 30 декабря 2010
- Город и деревня: где выживет христианство? // pravmir.ru, 3 марта 2011
- Систему духовного образования ждет реформа // nsad.ru, 8 апреля 2011
- Духовные семинарии: на пороге реформ // pravmir.ru, 12 апреля 2011
- Духовное образование по лучшим образцам // taday.ru, 16 мая 2011
- Семинарии ждет оживление // ng.ru, 18 мая 2011
- Архимандрит Кирилл (Говорун): «Аспирантура становится опытной площадкой, на которой разрабатывается нормативная магистерская программа» // patriarchia.ru, 11 июля 2011
- Православная миссия в Африке // Нескучный сад, 4 июня 2012
- Архімандрит Кирило (Говорун): Служити в усіх проявах життя // religion.in.ua, 6 мая 2015
- «Мы могли стать примером для светских университетов» Интервью архимандрита Кирилла (Говоруна) — реформатора духовного образования // meduza.io, 15 октября 2015
- Ворожнеча та розбрат залишаються зонами комфорту для українських Церков — о. Кирил (Говорун) // risu.ua, 21 января 2016
- «Русский мир» — это набор политических лозунгов в религиозной обёртке, — Кирилл Говорун // focus.ua, 31 марта 2016
- Архимандрит Кирилл (Говорун): «Собор показал нам, чем мы на самом деле являемся» // religion.in.ua, 22 декабря 2016
- Розмова з архімандритом Кирилом (Говоруном) про церкву в історії та сучасному світі // risu.org.ua, 5 травня 2017
- Почему в мире теология — наука, а в России — нет // pravmir.ru, 8 июня 2017
- Кирил (Говорун): «Від вирішення українського питання у міжправославних стосунках багато залежить» // velychlviv.com, 30 января 2017
- Розмова з архімандритом Кирилом (Говоруном) про Церкву в історії та сучасному світі // tureligious.com.ua, 03.05.2017
- Архимандрит Кирилл (Говорун): Национальный молитвенный завтрак — форум в том числе для политиков, но не о политике // rublev.com, 12 февраля 2018
- Архимандрит Кирилл: Автокефалия УПЦ не означает раскола православия // dw.com, 16 октября 2018
- Архімандрит Кирило Говорун: «Якщо буде переглянуто Статут, буде переглянуто Томос» // religion.in.ua, 18 декабря 2018
- «Автокефалия — движение к освобождению от империи»: украинский богослов Кирилл Говорун // hromadske.ua, 7 февраля 2019
- Архимандрит Кирилл Говорун: Украинского раскола больше нет // snob.ru, 23 января 2020
- Кирилл Говорун: «Если люди уходят из церкви, так как не могут освятить паски и колбасу, значит, их сюда приводило что-то не то» // rus.lb.ua, 31 марта 2020
- «Вирус не различает между верующими и неверующими». Архимандрит Кирилл (Говорун) о том, как религиозные организации упустили пандемию // currenttime.tv, 11 апреля 2020
- Архимандрит Кирил (Говорун): «Церква повинна наповнювати публічний простір не лише бризками святої води, а й сенсами» // risu.ua, 25 марта 2021 года